# Christina Sandberg
Christina Sandberg, som gift Sandberg-Lang och senare Lang, född 11 januari 1948 i Borås, är en svensk högerhänt professionell tennisspelare.
Hon upptogs 2010 i Swedish Tennis Hall of Fame som andra kvinna efter Catarina Lindqvist. 

## Biografi
Christina Sandberg rankades under nioårsperioden 1964–1972 som Sverige-etta. Hon vann sitt första SM-tecken utomhus redan som 16-åring (1964). Fram till 1972 vann hon åtta SM-titlar utomhus (undantaget 1971). Sin sista SM-titel vann hon utomhus 1975. Under samma period vann 7 SM-titlar inomhus. Hon vann dessutom 14 SM-titlar i dubbel och 9 i mixed dubbel. Fyra av de sistnämnda titlarna vann hon tillsammans med Birger Folke. Bland hennes meriter kan också nämnas seger i tyska inomhusmästerskapen och skandinaviska mästerskapen. 
År 1968 besegrade hon sensationellt brittiskan Virginia Wade i Wimbledonmästerskapens första omgång. Wade vann senare i september singeltiteln i US Open. År 1970 nådde Sandberg fjärde omgången i Wimbledon och kvartsfinal i Australiska öppna.
Sandberg deltog i det svenska Fed Cup-laget 1966, 1968, 1970 och 1973–1974. Hon spelade totalt 25 matcher av vilka hon vann 14. Som lagkamrater hade hon bland andra Ingrid Bentzer och Mimmi Wikstedt. Hon spelade 6 dubbelmatcher tillsammans med Bentzer i Fed Cup, av vilka hon vann 3.
Sandberg spelade ett stabilt baslinjespel med säkra grundslag, med vilka hon drev sina motståndare från hörn till hörn. Mot slutet av karriären besvärades hon av skador i knäna.

## Utmärkelser
Sandberg blev vid en ceremoni i Båstad i juli 2010 invald i Swedish Tennis Hall of Fame som andra kvinna efter Catarina Lindqvist. Den 3 juli 2011 blev hon även invald i Idrottens Hall of Fame vid Idrottsmuseet i Göteborg.